# 諾基亞X
諾基亞X是諾基亞生產的平板式智能手機，2014年2月24日發布，該設備在手機發佈會當天發貨，諾基亞將產品定位於新興市場。它目前由出售和維護。2014年7月17日，微軟宣布將停止生產線。

## 規格
| 類型     | 智能手機                                                                |
| 手機規格 | 平板式                                                                  |
| 尺寸     | 高度：115.5（4.55英寸）；寬度：63.0（2.48英寸）；厚度：10.4（0.41英寸） |
| 重量     | 128.7克（4.54盎司）                                                     |
| 操作系统 | Android（Nokia X Platform）                                             |
| 電池     | 1500 mAh                                                                |
| 顯示器   | 4.0英寸（100）                                                          |